# Farrux Doʻstov
Farrux Doʻstov (engl. Transkription Farrukh Dustov; * 22. Mai 1986 in Taschkent) ist ein ehemaliger usbekischer Tennisspieler.

## Karriere

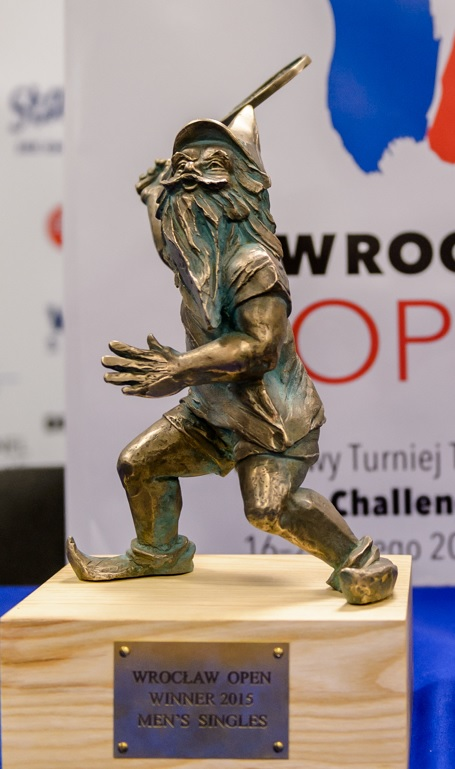
Siegertrophäe, ein Breslauer Zwerg, die Doʻstov beim Sieg der Wrocław Open 2015 überreicht wurde

Farrux Doʻstov spielte hauptsächlich auf der ATP Challenger Tour und der ITF Future Tour. Er feierte in seiner Karriere fünf Einzel- und drei Doppelsiege auf der Future Tour. Auf der Challenger Tour gewann er fünf Einzel- und vier Doppelturniere. Zum 19. März 2007 durchbrach er erstmals die Top 200 der Weltrangliste im Einzel und seine höchste Platzierung war der 98. Rang im Februar 2015.
Farrux Doʻstov spielte von 2005 bis 2017 für die usbekische Davis-Cup-Mannschaft. Für diese trat er in 27 Begegnungen an, wobei er im Einzel eine Bilanz von 11:19 und im Doppel eine Bilanz von 9:11 aufzuweisen hat.
2018 spielte er letztmals ein Turnier.

## Erfolge
| Legende (Anzahl der Siege)  |
| Grand Slam                  |
| ATP World Tour Finals       |
| ATP World Tour Masters 1000 |
| ATP World Tour 500          |
| ATP World Tour 250          |
| ATP Challenger Tour (9)     |

### Einzel

#### Turniersiege
| Nr. | Datum            | Turnier   | Belag         | Finalgegner    | Ergebnis      |
| --- | ---------------- | --------- | ------------- | -------------- | ------------- |
| 1.  | 22. Juli 2006    | Pensa     | Hartplatz     | Chen Ti        | 5:7, 6:2, 6:4 |
| 2.  | 7. August 2011   | Peking    | Hartplatz     | Yang Tsung-hua | 6:1, 7:64     |
| 3.  | 17. Mai 2014     | Samarqand | Sand          | Aslan Karazew  | 7:64, 6:1     |
| 4.  | 22. Februar 2015 | Breslau   | Hartplatz (i) | Mirza Bašić    | 6:3, 6:4      |
| 5.  | 4. Oktober 2015  | Ağrı      | Hartplatz     | Saketh Myneni  | 6:4, 6:4      |

### Doppel

#### Turniersiege
| Nr. | Datum              | Turnier   | Belag         | Partner               | Finalgegner                         | Ergebnis          |
| --- | ------------------ | --------- | ------------- | --------------------- | ----------------------------------- | ----------------- |
| 1.  | 12. September 2010 | Alphen    | Sand          | Bertram Steinberger   | Roy Bruggeling Bas van der Valk     | 6:4, 6:1          |
| 2.  | 18. Mai 2013       | Samarqand | Sand          | Oleksandr Nedowjessow | Radu Albot Jordan Kerr              | 6:1, 7:67         |
| 3.  | 28. September 2013 | Fargʻona  | Hartplatz     | Malek Jaziri          | Ilija Bozoljac Roman Jebavý         | 6:3, 6:3          |
| 4.  | 26. Oktober 2013   | Kasan     | Hartplatz (i) | Radu Albot            | Jahor Herassimau Dsmitryj Schyrmont | 6:2, 6:73, [10:7] |